# Kallang-Paya Lebar Expressway
Der Kallang-Paya Lebar Expressway (Abkürzung: KPE; chin.: 加冷-巴耶利峇高速公路; Pinyin: Jiālěng Bāyēlìbā Gāosù Gōnglù; malay: Lebuhraya Kallang-Paya Lebar; Tamil: கலாங் பாயலேபார் விரைவுச்சாலை) ist die drittneueste Schnellstraße im Autobahnnetz Singapurs. Der südliche Abschnitt der Schnellstraße wurde am 26. Oktober 2007 eröffnet, der restliche Abschnitt dann am 20. September 2008 freigegeben.

## Stadtteile entlang der Autobahn
- Kallang
- Paya Lebar